# Esmeralda de Jesus Garcia
Esmeralda de Jesus Garcia (Esmeralda de Jesus Freitas Garcia Silami; * 16. Februar 1959 in Sete Lagoas) ist eine ehemalige brasilianische Sprinterin, Weit- und Dreispringerin.
Bei den Olympischen Spielen 1976 in Montreal erreichte sie über 100 Meter das Viertelfinale. 1979 gewann sie bei den Südamerikameisterschaften in Bucaramanga jeweils Bronze über 100 und 200 Meter. 1983 schied sie bei den Weltmeisterschaften in Helsinki über 100 Meter im Viertelfinale und im Weitsprung in der Qualifikation aus. Bei den Panamerikanischen Spielen in Caracas triumphierte sie über 100 Meter und wurde Sechste im Weitsprung. Bei den Südamerikameisterschaften in Santa Fe siegte sie über 100 Meter und im Weitsprung und bei den Iberoamerikanischen Meisterschaften über 100 Meter. Bei den Olympischen Spielen 1984 in Los Angeles kam sie über 100 Meter erneut ins Viertelfinale und schied im Weitsprung in der Vorrunde aus. Für die Florida State University startend wurde sie 1985 NCAA-Meisterin und -Hallenmeisterin im Dreisprung. Im Jahr darauf stellte sie mit 13,68 m eine inoffizielle Weltbestleistung in dieser Disziplin auf.

## Persönliche Bestleistungen
- 60 m (Halle): 7,26 s, 13. März 1981, Pocatello
- 100 m: 11,31 s, 24. August 1983, Caracas
- 200 m: 23,61 s, 25. Mai 1985, Houston
- Weitsprung: 6,57 m, 31. Mai 1985, Austin
- Dreisprung: 13,68 m, 5. Juni 1986, Indianapolis
  - Halle: 13,51 m, 9. März 1985, Syracuse